# Konfederacja

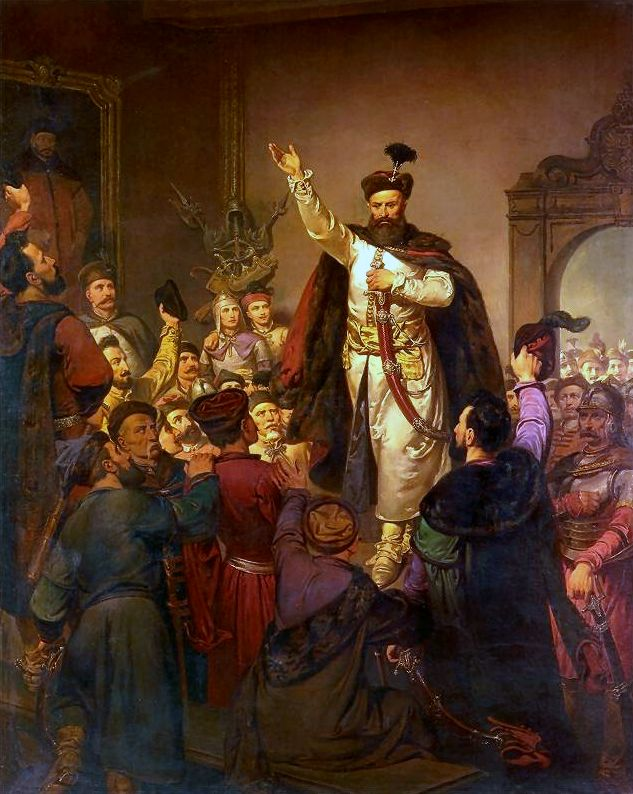
La riunione della "confederazione di Tyszowce" di un quadro del XIX secolo.

Nella Confederazione polacco-lituana, una konfederacja ("confederazione" in lingua polacca) era un'assemblea di membri della nobiltà (szlachta), del clero e/o delle classi militari, creata ad hoc per la realizzazione di un determinato scopo agendo al posto delle autorità costituite o cercando di imporre il suo volere ad esse; una konfederacja di solito assumeva la forma di una ribellione armata, volta a correggere determinati abusi percepiti o trasgressioni di alcune autorità (in primo luogo quella regia). Le konfederacja furono viste come una prima espressione della democrazia diretta e del diritto di resistenza nell'ordinamento della Confederazione polacco-lituana, e furono la via principale con cui i nobili facevano valere le loro rimostranze nei confronti del potere centrale

## Storia e struttura
Nel tardo XIII secolo presero a formarsi nel territorio della Polonia una serie di "confederazioni" di città, con il fine primario di sostenere la pubblica sicurezza e contrastare il banditismo; la prima di queste konfederacja, formata nel 1298, comprendeva diverse città tra cui Poznań, Pyzdry, Gniezno e Kalisz. Alle metà del XIV secolo comparvero le prime konfederacja di nobili, direttamente costituite per contrastare le autorità centrali: in un periodo di forte assenza di autorità governative, le confederazioni svolgevano essenzialmente il ruolo di comitati di vigilanza, formati per sostituire le inattive corti di giustizia regie, proteggere l'ordine interno del regno e difenderlo da pericoli esterni. Il riconoscimento delle konfederacja da parte della legge polacca come legittima espressione del "diritto di resistenza" avvenne poi con gli "Articoli enriciani" del 1573, inseriti nel Pacta conventa ("articoli dell'accordo" in latino, una sorta di testo costituzionale che ogni nuovo sovrano doveva redigere) su cui i re prestavano giuramento a partire dal 1576: la disposizione statuiva che se il monarca non avesse riconosciuto i diritti e i privilegi della nobiltà o vi avesse recato abuso, i nobili non erano più tenuti a obbedirgli e avevano il diritto legale di opporsi a lui.
A partire dall'inizio del XVII secolo le konfederacja divennero un elemento caratteristico della scena politica della Polonia-Lituania. Varie confederazioni erano sovente organizzate dai magnati in funzione anti o pro monarca: una konfederacja contraria al re era considerata "ribelle" (rokosz), sebbene a volte lo stesso sovrano le riconoscesse successivamente o vi aderisse personalmente; una konfederacja pro-monarca era di solito organizzata come risposta alla formazione di una antimonarchica, e alcune di esse potevano prendere vita da sessioni straordinarie del parlamento (Sejm), come accadde nel 1710, 1717 e 1735. Le konfederacja prendevano di solito vita in una parte del paese, ma potevano espandersi in "confederazioni generali" se riuscivano ad estendersi nella maggior parte dei voivodati della Polonia-Lituania; non era raro che venissero formate confederazioni separate per il Regno di Polonia e per il Granducato di Lituania.
Ogni konfederacja aveva un documento chiave, conosciuto come "atto della confederazione", contenente i suoi scopi fondativi e depositato presso una corte di giustizia (di solito la corte locale del luogo dove era stata formata la confederazione); risoluzioni addizionali redatte dai confederati, dette sanctia, potevano essere aggiunte successivamente a questo documento. L'affiliazione a una konfederacja era volontaria, e richiedeva la prestazione di un giuramento. La branca esecutiva di una konfederacja, nota collettivamente come "generalità" (generalność), era guidata da un "maresciallo" e da un gruppo di suoi consiglieri, noti come konsyliarz konfederacji; una konfederacja disponeva poi di una vasta assemblea consiliare, simile a un vero e proprio parlamento, che prendeva le decisioni tramite voto a maggioranza. Il comandante delle forze militari confederali era noto come regimentarze.
Più avanti nel XVIII secolo vennero istituiti anche dei sejm skonfederowany ("parlamento confederato"), ovvero sessioni del parlamento nazionale che operava sotto le regole di una confederazione: il suo scopo primario era quello di evitare blocchi dell'attività a causa del principio del Liberum veto (secondo cui l'opposizione di un solo parlamentare bloccava tutto il parlamento), che sovente paralizzava del tutto i lavori del Sejm nazionale. In alcune occasioni, un sejm skonfederowany era formato da tutti gli appartenenti del Sejm nazionale, in modo che il liberum veto non potesse avere applicazione.
Le konfederacja furono vietate dalla legge nel 1717 ma continuarono comunque ad essere formate e ad operare, un chiaro segno della debolezza delle autorità centrali della Confederazione polacco-lituana; esse furono esplicitamente abolite anche dalla Costituzione polacca di maggio (adottata tra il 1788 e il 1792 dal cosiddetto "Grande Sejm", esso stesso un "sejm confederato"), ma questa proibizione non venne mai osservata: la stessa costituzione di maggio fu poi rovesciata dalla "Confederazione di Targowica", formata da magnati sostenuti dall'Impero russo, e definitivamente accantonata dal re Stanislao II. La scomparsa della Confederazione polacco-lituana e la sua spartizione tra le nazioni vicine durante la fine del XVIII secolo portarono di conseguenza alla scomparsa anche dell'istituto delle konfederacja: l'ultima di esse, con Adam Kazimierz Czartoryski come maresciallo, venne formata nel 1812 dal Sejm del Ducato di Varsavia per sostenere la campagna di Napoleone Bonaparte contro la Russia, cessando poi di esistere il 30 aprile del 1813.